# Dekabristen

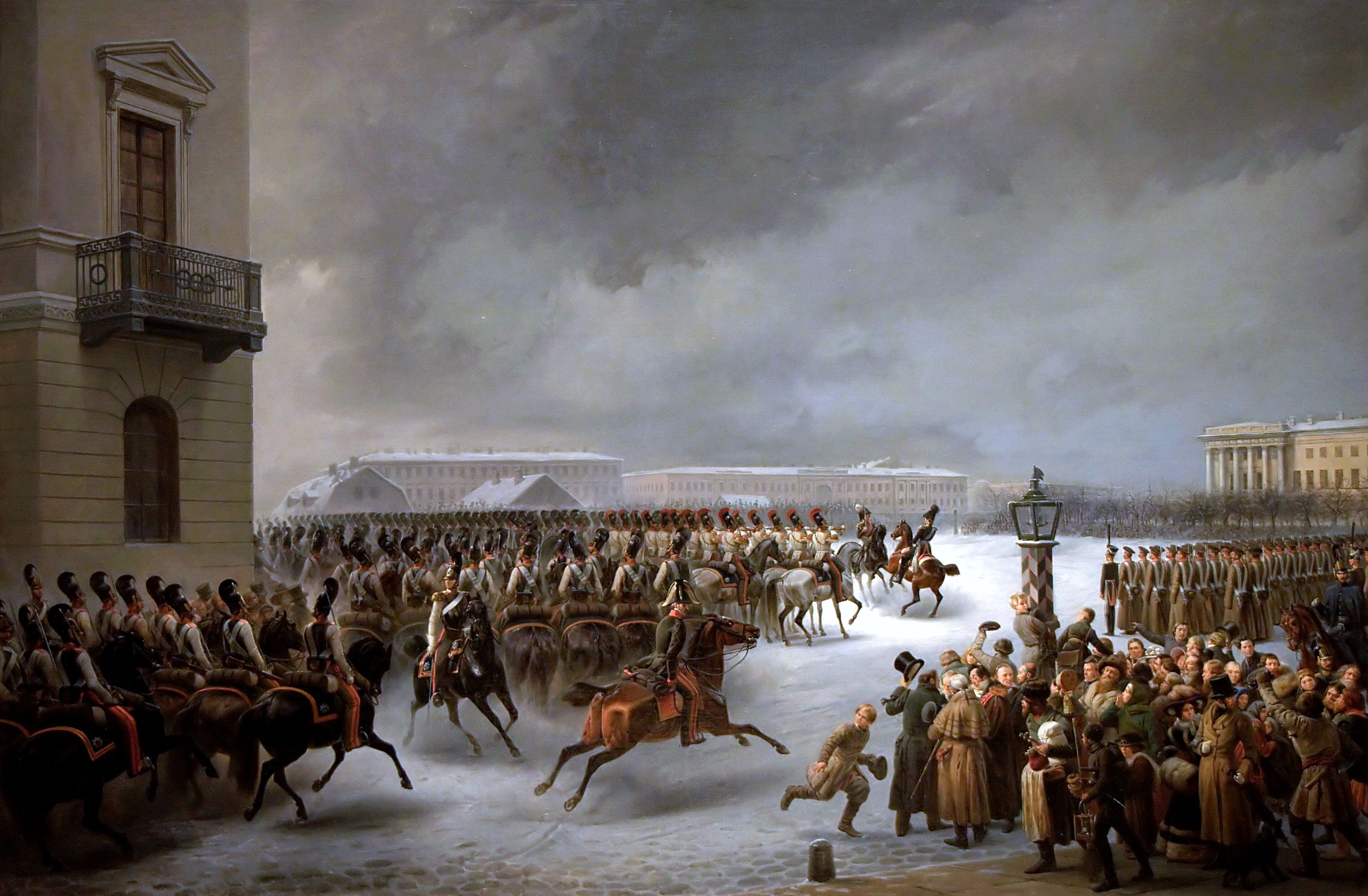
Dekabristenaufstand in St. Petersburg, Gemälde Georg Wilhelm Timms von 1853

Die Dekabristen (russisch Декабристы Dekabristy von декабрь dekabr ‚Dezember‘, deswegen im deutschsprachigen Raum auch als Dezembristen bekannt) waren Revolutionäre, vor allem Offiziere der russischen Armee, die am 14. Dezemberjul. / 26. Dezember 1825greg. auf dem Platz vor Senat und Synode in Sankt Petersburg den Eid auf den neuen Kaiser Nikolaus I. verweigerten. Damit bekundeten sie ihren Protest gegen das autokratische Zarenregime, gegen Leibeigenschaft, Polizeiwillkür und Zensur. Die rebellischen Offiziere dienten in Petersburger Garderegimentern und waren westlich gebildet. Ihre Anführer wurden gehängt, einige degradiert und rund 600 von ihnen nach Sibirien verbannt und zu Zwangsarbeit verurteilt. In diesen damals relativ wenig kultivierten Teil der Welt brachten sie als Strafgefangene Kultur und Bildung und stehen deshalb noch heute dort in hohem Ansehen.
Die Dekabristen bildeten die erste bewusst gegen die zaristische Autokratie gerichtete revolutionäre Bewegung, deren Programm bis zur Aufhebung der Leibeigenschaft und politisch teilweise bis zur Errichtung einer Republik reichte, auch wenn die Mehrheit von ihnen eine konstitutionelle Monarchie favorisierte, bei der den Zaren eine Rolle ähnlich jener der britischen Könige zugedacht war.

## Hintergrund
Die liberalen und sozialen Ideen hatten sich seit dem Anfang des 19. Jahrhunderts in der russischen Oberschicht gebildet. Zunächst wurden diese Gedanken nur in Geheimbünden propagiert. Eine Rolle spielte dabei der Kontakt zum revolutionären Frankreich während der Napoleonischen Kriege, in deren Verlauf viele russische Offiziere nach Westeuropa gekommen waren. Einige persönliche Kontakte verbanden ausgewählte Dekabristen auch mit dem Dichter Alexander Puschkin, der in seinem Poem Eugen Onegin auf den Dekabristenaufstand ebenfalls direkten Bezug nimmt. Puschkin stand Inhalten und Zielen der Dekabristenbewegung eher kritisch gegenüber.

## Vorgeschichte und Aufstand
Nach dem Tod des kinderlos gebliebenen Alexander I. am 1. Dezember 1825 in Taganrog sollte die Krone an seinen Bruder Nikolaus Pawlowitsch gehen; Alexanders zweiter Bruder Großfürst Konstantin, der Statthalter in Polen war, hatte bereits 1823 auf die Krone verzichtet. Alexander hatte diese Verzichtserklärung angenommen und damit Nikolaus zu seinem legitimen Nachfolger designiert. Diesen Umstand hatte er allerdings nicht öffentlich bekannt gemacht. Als Alexander unerwartet starb, brach am Hof ein Chaos aus, das den Aufstand begünstigte. Zunächst wurde Konstantin zu seinem Nachfolger ausgerufen, dieser lehnte aber wie schon 1823 die Herrscherwürde ab und proklamierte Nikolaus zum Zaren des Russischen Reiches. Nikolaus wiederum war darüber eventuell nicht informiert worden und wollte, wie es der eigentlichen Thronfolge entsprach, zunächst seinem Bruder den Vortritt lassen. Die Revolutionäre gewannen einige Regimenter der Hauptstadt für die Revolte, die am 26. Dezember in St. Petersburg ausbrach. An der Spitze der Bewegung standen Offiziere der kaiserlichen Armee. Sie wollten Nikolaus zum Thronverzicht bewegen. Der Aufstand wurde nach einem kurzen Gefecht zwischen den Aufständischen und den regierungstreu gebliebenen Truppen auf dem „Platz des Senats“ niedergeschlagen. Einige unentschlossene Versuche zur Rebellion in der Provinz wurden bereits im Keim erstickt.

## Folgen

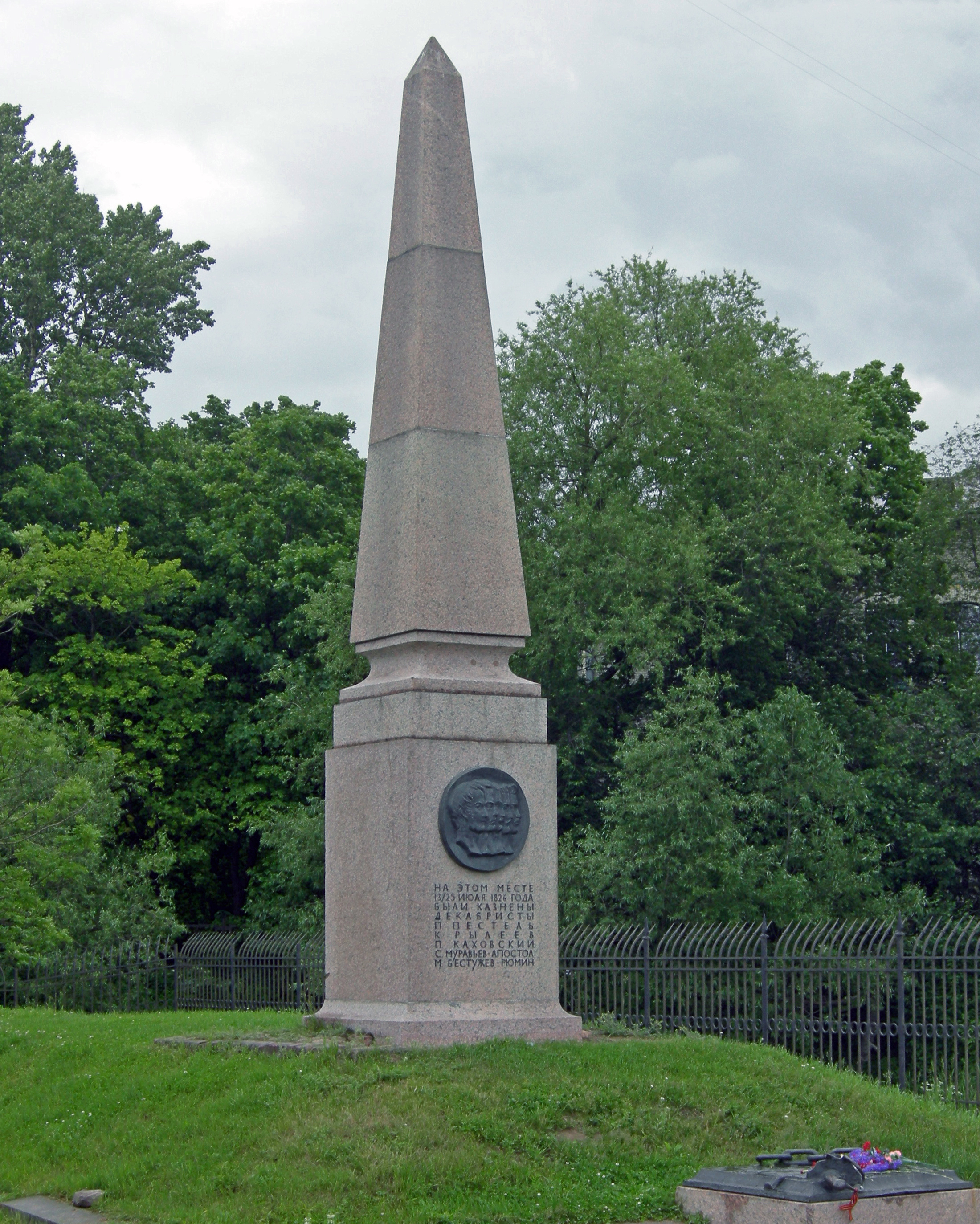
Denkmal am Exekutionsplatz der Aufstandsführer, Sankt Petersburg

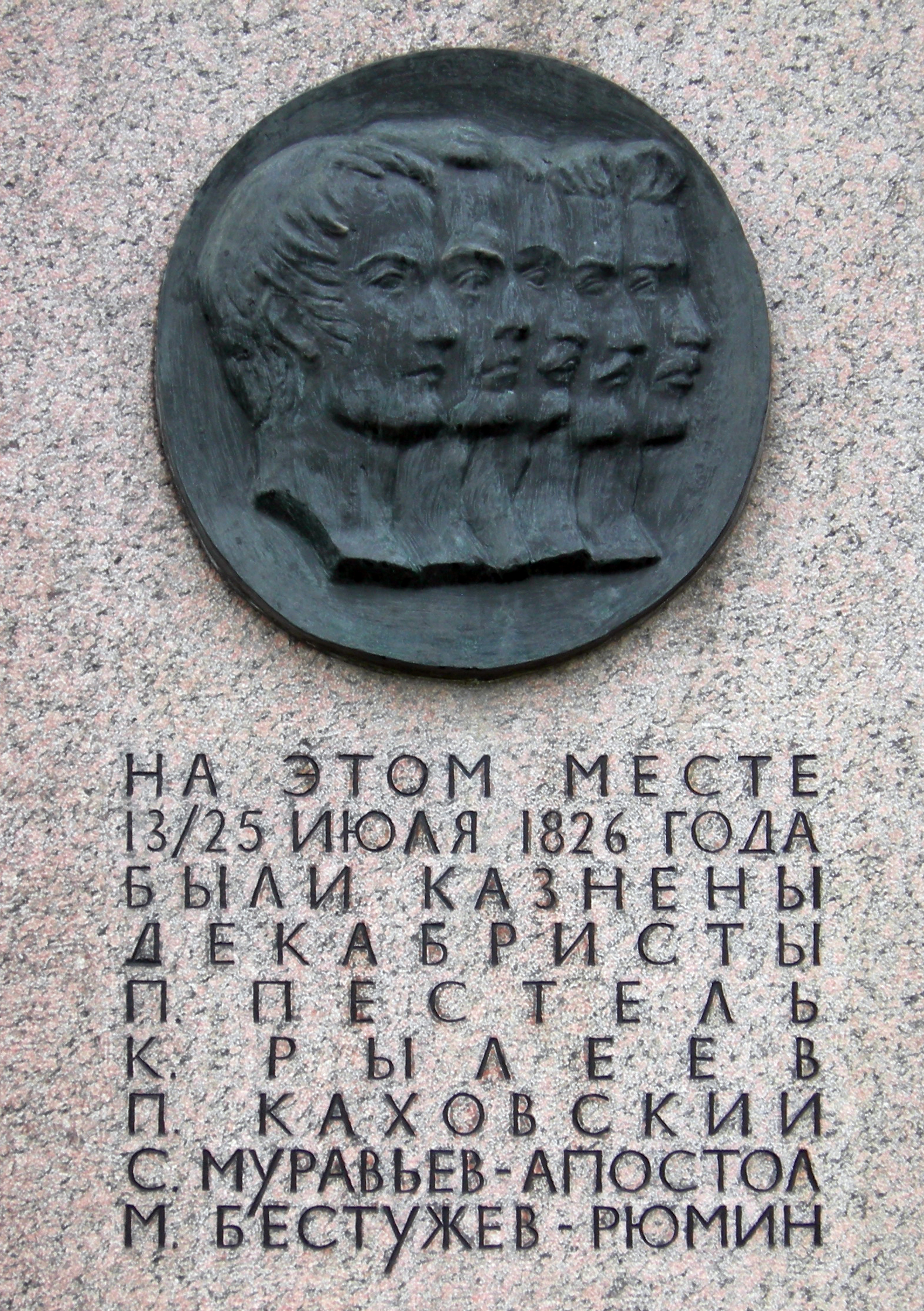
Gedenktafel am Dekabristendenkmal mit der Aufschrift An diesem Ort wurden am 13./25. Juli 1826 die Dekabristen P. Pestel, K. Ryleev, P. Kakhovsky, S. Muravyov-Apostol, M. Bestuzhev-Ryumin hingerichtet

Der neue Zar Nikolaus I. nahm die Revolte sehr ernst und leitete die folgenden Untersuchungen persönlich. Die Behörden versuchten, sämtliche Sympathisanten der Bewegung ausfindig zu machen. Die Repression, die sich als „exemplarisch“ und endgültig verstand, schreckte vor Grausamkeiten nicht zurück. Die fünf wichtigsten Initiatoren, Michail Bestuschew-Rjumin, Pawel Pestel (Führer des Südbundes), Sergei Murawjow-Apostol, Kondrati Rylejew und Pjotr Kachowski, wurden zum Tode verurteilt und gehängt; Hunderte von Menschen wanderten in Gefängnisse, wurden ausgewiesen oder zur Zwangsarbeit deportiert. Nikolaus wandte sich zum Abschluss des Verfahrens in einem Manifest gegen jeglichen Wandel, der nicht von oben her initiiert war:

„Nicht von frechen Träumen her, die immer zerstörerische Wirkung haben, sondern von oben werden die vaterländischen Einrichtungen allmählich vervollkomnet, werden Mängel beseitigt und Mißbräuche abgeschafft. Gemäß dieser allmählichen Vervollkomnung werden wir jedes maßvolle Streben nach Besserung, jeden Gedanken an eine Festigung der Gesetzeskraft, an eine Erweiterung wahrhafter Bildung und Betriebsamkeit, sofern er auf dem allen offenstehenden gesetzlichen Wege an uns herangetragen wird, stets mit Wohlwollen annehmen. Denn wir haben keinen und können keinen anderen Wunsch haben, als unser Vaterland auf der höchsten Stufe des Glückes und des Ruhmes zu sehen, die ihm die Vorsehung auserkoren hat.“

Die rund 120 nach Sibirien deportierten Dekabristen und die elf Frauen, die ihren Ehemännern oder Geliebten freiwillig in die Verbannung gefolgt waren, hatten einen nachhaltigen Einfluss auf ihre neue Umgebung. Eine herausragende Gestalt war die Fürstin Maria Wolkonskaja, die die Eindrücke ihrer Reise und ihres Jahrzehnte währenden Aufenthalts in ihren Memoiren festgehalten hat. Für ihre Opferbereitschaft und Loyalität zu ihren Männern werden die Frauen auch heute noch in Russland verehrt. In Sibirien bildeten die Dekabristen eine geschlossene Gemeinschaft progressiver Intellektueller, die in engem Briefkontakt mit Freunden und Verwandten in den Zentren Russlands blieben und dadurch nicht, wie durch die Verbannung bezweckt, in Vergessenheit gerieten. Vielmehr blieben die Dekabristen ein Kristallisationspunkt für reformerische Ideen.
Die folgende dreißigjährige Herrschaft Nikolaus I. war stark von der Erfahrung des Dekabristenaufstands geprägt. Ohnehin ein entschiedener Verfechter des Legitimitätsprinzips, sah er sich fortan als Bewahrer und Garant der bestehenden Ordnung sowie als Verteidiger der Autokratie und führte einen andauernden Kampf gegen die Revolution. 1826 schuf er eine neue Polizeiorganisation, die sogenannte „Dritte Abteilung Seiner Majestät höchsteigenen Kanzlei“. 1830/31 unterdrückte er die Unabhängigkeitsbestrebungen der Polen, die im Novemberaufstand ihren Höhepunkt erreichten, mit militärischer Härte. Im Revolutionsjahr 1848 griff er in Österreich ein und ließ den Aufstand der Ungarn gegen die herrschenden Habsburger von seinen Truppen niederschlagen. Vor der Olmützer Punktation übte Nikolaus starken Druck auf Preußen aus, um eine kleindeutsche Einigung unter preußischer Führung zu verhindern und den Deutschen Bund in der bestehenden Form beizubehalten. Erst sein Sohn und Nachfolger Zar Alexander II. griff mit Beginn seiner Herrschaft ab 1855 einige der Forderungen der Dekabristen nach Reformen im Russischen Reich auf.
Der Asteroid (2551) Decabrina ist nach den Dekabristen benannt.

## Dekabristenalphabet
Der Protokollführer jener Untersuchungskommission, die am 13. Juli 1826 das Urteil über die Dekabristen fällte, Alexander Dmitrijewitsch Borowkow, hat eine Liste mit den Namen und Lebensdaten all derer zusammengestellt, die zu den Verhören geladen wurden. Dieses Dekabristen-Alphabet genannte Schriftstück ist eine wertvolle Quelle zur Dekabristenforschung.